# Echiopsis curta
Echiopsis curta är en ormart som beskrevs av Schlegel 1837. Echiopsis curta ingår i släktet Echiopsis och familjen giftsnokar och underfamiljen havsormar. IUCN kategoriserar arten globalt som nära hotad. Inga underarter finns listade i Catalogue of Life.
Arten förekommer i delstaterna New South Wales, South Australia, Victoria och Western Australia i Australien. Honor lägger inga ägg utan föder levande ungar.